# Вастселійнаський район
Ва́стселійнаський райо́н (ест. Vastseliina rajoon, рос. Вастселийнаский район) — адміністративно-територіальна одиниця Естонської РСР з 26 вересня 1950 до 24 січня 1959 року.

## Географічні дані
Площа району станом на 1955 рік — 592,1 км2.
Адміністративний центр — село Вастселійна.

## Історія
26 вересня 1950 року в процесі скасування в Естонській РСР повітового та волосного адміністративного поділу утворений Вастселійнаський сільський район, який безпосередньо підпорядковувався республіканським органам. До складу новоутвореного району ввійшли 11 сільських рад: Калачківська, Обінітсаська, Веретінська, Капераська, Мауріська, Пераметсаська, Тсолліська, Луутснікуська, Руусмяеська, Лугамааська, Пуґоласька. Адміністративним центром визначено село Вастселійна
Після прийняття 3 травня 1952 року рішення про поділ Естонської РСР на три області Вастселійнаський район включений до складу Тартуської області. Проте вже 28 квітня 1953 року області в Естонській РСР були скасовані і в республіці знов повернулися до республіканського підпорядкування районів.
20 березня 1954 року відбулася зміна кордонів між районами Естонської РСР, зокрема Вастселійнаський район отримав від Вируського району 2708,07 га земель, які були приєднані до Капераської сільради.
17 червня 1954 року розпочато в Естонській РСР укрупнення сільських рад, після чого у Вастселійнаському районі замість 11 залишилися 7 сільрад: Ілліська, Капераська, Меремяеська, Міссоська, Обінітсаська, Руусмяеська й Саалузеська.
24 січня 1959 року Вастселійнаський район скасований, а його територія приєднана до Вируського району.

## Адміністративні одиниці
| Сільрада      | 1950 | 1954 | 1954 | 1959 |
| ------------- | ---- | ---- | ---- | ---- |
| Веретінська   |      |      |      |      |
|               |      |      |      |      |
|               |      |      |      |      |
| Ілліська      |      |      |      |      |
|               |      |      |      |      |
|               |      |      |      |      |
| Калачківська  |      |      |      |      |
|               |      |      |      |      |
|               |      |      |      |      |
| Капераська    |      |      |      |      |
|               |      |      |      |      |
|               |      |      |      |      |
| Лугамааська   |      |      |      |      |
|               |      |      |      |      |
|               |      |      |      |      |
| Луутснікуська |      |      |      |      |
|               |      |      |      |      |
|               |      |      |      |      |
| Мауріська     |      |      |      |      |
|               |      |      |      |      |
|               |      |      |      |      |
| Меремяеська   |      |      |      |      |
|               |      |      |      |      |
|               |      |      |      |      |

| Сільрада      | 1950 | 1954 | 1954 | 1959 |
| ------------- | ---- | ---- | ---- | ---- |
| Міссоська     |      |      |      |      |
|               |      |      |      |      |
|               |      |      |      |      |
| Обінітсаська  |      |      |      |      |
|               |      |      |      |      |
|               |      |      |      |      |
| Пераметсаська |      |      |      |      |
|               |      |      |      |      |
|               |      |      |      |      |
| Пуґоласька    |      |      |      |      |
|               |      |      |      |      |
|               |      |      |      |      |
| Руусмяеська   |      |      |      |      |
|               |      |      |      |      |
|               |      |      |      |      |
| Саалузеська   |      |      |      |      |
|               |      |      |      |      |
|               |      |      |      |      |
| Тсолліська    |      |      |      |      |
|               |      |      |      |      |
|               |      |      |      |      |

## Друкований орган
15 квітня 1951 року тричі на тиждень почала виходити газета «Kolhoosi Küla» («Колхоозі Кюла», «Колгоспне село»), друкований орган Вастселійнаського районного комітету комуністичної партії Естонії та Вастселійнаської районної ради депутатів трудящих. Останній номер газети вийшов 31 січня 1959 року.